# Ред Иглз Хоккайдо
«Ред Иглз Хоккайдо» (яп. レッドイーグルス北海道) — японская профессиональная команда по хоккею с шайбой из города Томакомай. До 2021 года была известна как «Одзи Иглз» (яп. 王子製紙アイスホッケー部 О:дзи сэйси айсу хоккэ:-бу, «Хоккейный клуб компании Oji Paper»)
Команда является членом Азиатской хоккейной лиги с 2003 года. Сам клуб был основан в 1925 году. Тринадцать раз становился чемпионом Японской хоккейной лиги, тридцать пять раз побеждал в кубке Японии и дважды становился чемпионом Азиатской лиги.

## Достижения

Эмблема «Одзи Иглз»

- Японская хоккейная лига:
  - Победители (13) : 1969 , 1970 , 1974 , 1980 , 1982 , 1983 , 1984 , 1985 , 1987 , 1988 , 1990 , 1991 , 1994
- Всеяпонский чемпионат:
  - Победители (35) : 1932 , 1935 , 1947 , 1950 , 1951 , 1952 , 1954 , 1955 , 1956 , 1957 , 1958 , 1964 , 1966 , 1968 , 1969 , 1973 , 1976 , 1977 , 1980 , 1981 , 1983 , 1984 , 1985 , 1986 , 1987 , 1989 , 1992 , 1993 , 1994 , 1995 , 1996 , 2000 , 2002 , 2005 , 2013
- Азиатская хоккейная лига:
  - Победители (2) : 2008 , 2012